# Thomas Amory
Thomas Amory (c. 1691-25 de noviembre de 1788) fue un escritor británico de ascendencia irlandesa.
Hijo de un secretario para las tierras decomisadas en Irlanda, fue una persona excéntrica que llevó una vida aislada. Publicó dos obras, Memoirs; containing the lives of several Ladies of Great Britain; a History of Antiquities &c. (1755) y Life of John Buncle Esq., cuyos dos volúmenes salieron a la luz en 1756 y 1766, respectivamente. Ambas obras son una mezcla de ficción, autobiografía, descripciones escénicas y discusión teológica.
Falleció en 1788.

## Atribución
Este artículo incorpora texto de una publicación sin restricciones conocidas de derecho de autor:  Varios autores (1910-1911). «Encyclopædia Britannica».  En Chisholm, Hugh, ed. Encyclopædia Britannica. A Dictionary of Arts, Sciences, Literature, and General information (en inglés) (11.ª edición). Encyclopædia Britannica, Inc.; actualmente en dominio público.

- Datos: Q3990571
- Multimedia: Thomas Amory / Q3990571